# Пфистер, Отто
Отто Пфистер (нем. Otto Pfister; род. 24 ноября 1937, Кёльн, Рейнская провинция) — немецкий футболист и футбольный тренер. Играл на позиции нападающего. Один из лучших немецких тренеров, работавших за рубежом, в 1992 году был признан «Тренером года в Африке». За свою карьеру руководил десятью национальными сборными, в том числе сборной Того на ЧМ-2006.

## Карьера
В качестве футболиста не блистал особенным успехом — начав играть в футбол в клубах родного города, он в 21 год перебрался играть в Швейцарию, где выступал в не самых сильных клубах, но уже в 23 года Пфистер стал совмещать функции игрока и тренера, став играющим тренером. В 35 лет Пфистер завершил карьеру игрока и перебрался в Африку, где первоначально стал тренером сборной Руанды, а затем руководил ещё несколькими сборными стран Африки.
Всю оставшуюся карьеру провёл, тренируя сборные и клубы Африки и Ближнего Востока, за свою карьеру он руководил восемью африканскими и двумя азиатскими сборными, выигрывал чемпионаты Египта и Судана в качестве клубного тренера; также в его «активе» тренера — Кубки Туниса, Египта, Ливана и Судана.

## Достижения в качестве тренера
- Финалист Кубка африканских наций (2): 1992 (с Ганой) и 2008 (с Камеруном)
- Обладатель Кубка арабских наций: 1998 (с Саудовской Аравией)
- Финалист Кубка наций Персидского залива: 1998 (с Саудовской Аравией)
- Чемпион мира среди юношей: 1991 (с Ганой)
- Финалист Кубка Конфедераций КАФ: 2007 (с Аль-Меррейх)
- Победитель Кубка обладателей кубков КАФ: 2000 (с Замалеком)
- Обладатель Кубка Судана: 2007 (с Аль-Меррейх)
- Чемпион Ливана: 2004/05 (с Нежмехом)
- Обладатель Суперкубка Ливана: 2004 (с Нежмехом)
- Обладатель Кубка тунисской лиги: 2003 (со Сфаксьеном)
- Обладатель Кубка египетской лиги: 2002 (с Замалеком)
- Чемпион Египта: 2001/02 (с Замалеком)
- Обладатель Кубка Египта: 2002 (с Замалеком)
- Тренер года в Африке: 1992